# Schlat (Adelsgeschlecht)

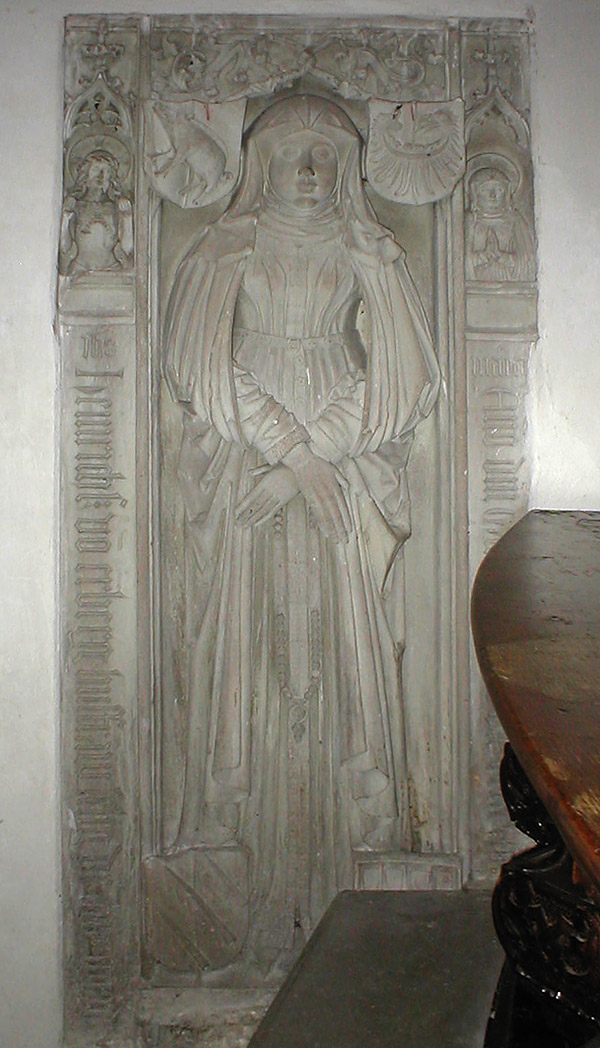
Epitaph der Anna von Ehrenberg geb. von Schlat in der Dominikanerkirche Wimpfen (links Schlater Stammwappen; rechts das Wappen derer von Ehrenberg)

Schlat ist der Name eines süddeutschen Adelsgeschlechts des Niederadels, das von 1300 bis Mitte des 15. Jahrhunderts belegt ist.
Als namensgebender Stammsitz gilt die Burg Schlat in Schlat im heutigen baden-württembergischen Landkreis Göppingen. Aufgrund Namensähnlichkeit besteht Verwechslungsgefahr mit anderen Adelsgeschlechtern, die im süddeutschen Raum wirkten, z. B. Schlatt.

## Geschichte
Die Niederadligen von Schlat sind mit dem 14. Jahrhundert in der schriftlichen Überlieferung nachweisbar. Als Erstnennung gilt vielfach 1302 die Bürgschaft eines Johann von Schlat für den Pfalzgrafen von Tübingen beim Verkauf von Stadt und Burg Tübingen an das Kloster Bebenhausen. Johann könnte jedoch auch einem Adelsgeschlecht angehören, dass sich nach Schlatt (Hechingen) nannte. Eindeutig ist 1303 die Nennung eines Albrecht von Schlat als Ehemann von Hedwig Risch.
Die lückenhafte Urkunden weisen auf Beziehungen der Schlater zu den Herzögen von Teck sowie den Grafen von Helfenstein hin. Innerhalb des regionalen Niederadels waren die Schlater eng vernetzt; beispielsweise durch Heiratsbeziehungen zu den Überkingen, von Schechingen oder Speth. Um Ort und Burg Schlat konkurrierten die Schlater mit anderen lokalen Herrschaftsträgern wie dem Stift Adelberg oder der Grafschaft Württemberg. Die Burg ist 1338 erstmals schriftlich belegt, als Niederadlige von Scharenstetten bekannten, dass ein Teil des Grabens um ihre Burg durch den Besitz Adelbergs gegraben sei. Albrecht von Schlat tritt als Zeuge des Rechtsaktes auf. Mitte des 14. Jahrhunderts könnten die Schlater zwei Drittel von Burg und Ort erhalten haben.
In der zweiten Hälfte des 14. Jahrhunderts konnten die Schlater ihre Macht in der Region um den Stammsitz ausbauen. Fritz von Schlat, verheiratet mit Anna von Speth, kaufte beispielsweise 1380 Güter und Rechte in Iltishausen (heute Iltishof) und Heiningen oder 1382 Weingärten im Remstal. Fritz von Schlat besaß einen Wohnsitz in Göppingen, der zwischen Schloss und Freihof vermutet wird. 1438 kaufte Fritz’ Sohn Kaspar einen weiteren Wohnsitz in der Stadt, an dessen Stelle später der Storchen errichtet wurde. 1410 verkaufte Fritz’ Tochter Barbara ihren Anteil an der Burg Schlat an Adelberg.
Mit Kaspars Tod ohne Erben endete Mitte des 15. Jahrhunderts das Adelsgeschlecht von Schlat in männlicher Linie. Barbaras Sohn Ernfried von Schechingen war württembergischer Rat und wurde 1464 mit dem Sauerbrunnen in Göppingen belehnt. Barbara von Schlat († 1419) wurde als Ehefrau Ulrichs von Schechingen in der Schechinger Familiengrablege im Kloster Lorch bestattet.

## Wappen
Das Wappen derer von Schlat zeigt in Silber einen schwarzen Eber.
Aus dem 15. Jahrhundert ist das Wappenbild an einem Gebäude in Bad Wimpfen.